# دورینا واکارونی
دورینا واکارونی (ایتالیایی: Dorina Vaccaroni؛ زادهٔ ۲۴ سپتامبر ۱۹۶۳) شمشیرباز اهل ایتالیا است.
وی در مسابقات کشوری و بین‌المللی در مجموع برندهٔ ۶ مدال طلا، ۲ مدال نقره، ۴ مدال برنز شده‌است.